# Dragoș Neagu
Dragoș Neagu (n. 28 februarie 1967, București, România) este un canotor român, laureat cu argint la Jocurile Olimpice de vară din 1988 de la Seul.

## Legături externe
- Dragoș Neagu la Comitetul Olimpic și Sportiv Român (arhivat)
- en Dragoș Neagu la Olympedia.org
- en  Dragoș Neagu  pe worldrowing.com